# Zbigniew Podraza
Zbigniew Marian Podraza (ur. 2 grudnia 1953 w Sosnowcu) – polski polityk, lekarz, były wiceminister zdrowia, poseł na Sejm IV i V kadencji w latach 2001–2006, w latach 2006–2018 prezydent Dąbrowy Górniczej.

## Życiorys
Ukończył studia na Wydziale Lekarskim Śląskiej Akademii Medycznej (specjalizacja II stopnia w dziedzinie chirurgii urazowo-ortopedycznej, specjalizacja w dziedzinie zdrowia publicznego). Przez wiele lat pełnił funkcję dyrektora Szpitala Miejskiego w Dąbrowie Górniczej. Zasiadał w sejmiku śląskim I kadencji.
23 września 2001 liczbą 8069 głosów został wybrany na posła IV kadencji z listy Sojuszu Lewicy Demokratycznej w okręgu sosnowieckim. W drugim rządzie Marka Belki od 27 października 2004 do 2 listopada 2005 pełnił funkcję wiceministra zdrowia.
25 września 2005 został ponownie wybrany do Sejmu z listy SLD liczbą 5363 głosów. 27 listopada 2006 wygrał w drugiej turze wybory na prezydenta miasta Dąbrowa Górnicza jako przedstawiciel Lewicy i Demokratów, uzyskując 52,8% głosów, w związku z czym utracił mandat poselski. Jego kontrkandydatem był Zbigniew Meres z Platformy Obywatelskiej. Cztery lata później w drugiej turze pokonał Krzysztofa Stachowicza (również kandydata PO), uzyskując reelekcję. W 2014 został wybrany na trzecią z rzędu kadencję, wygrywając w pierwszej turze. W 2018 nie ubiegał się o reelekcję, uzyskał natomiast mandat radnego miejskiego (z którego zrezygnował jeszcze w tym samym roku).

## Odznaczenia
W 2010 otrzymał Krzyż Kawalerski Orderu Odrodzenia Polski. W 2009 odznaczony Brązową Odznaką „Zasłużony dla Ochrony Przeciwpożarowej”.